# Amanda Las Heras
Amanda Las Heras (Capital Federal, Buenos Aires, Argentina; ¿? - Id; 18 de diciembre de 1974) fue una popular cancionista y actriz argentina de larga trayectoria artística.

## Carrera
Amanda de las Heras se destacó como cancionista actuando con éxito en las transmisiones radiotelefónicas de LOZ, broadcasting La Nación. Se destacó en diversos escenarios porteños, entre ellos el Teatro Maipo, en calidad de primera "Triple" donde solía interpretar con su característica voz varios tangos.
Junto al actor y cancionista Abelardo Farías (hermano del cómico Dringue Farías), tuvieron la oportunidad de compartir reitaradas veces el escenario con obras musicales incorporados a elenco como el de Carca, donde interpretaron con bastante eficiencia los papeles protagónicos.
En 1927 había sido quien le estrenó a Enrique Delfino su tango Araca corazón. En 1931 junto con la orquesta de Roberto Firpo el tema Toma tu torta!, Chacarera de Charrúa-M. Buchino.
En 1932 trabaja en Radio El Mundo junto con Juan Carlos Volpe, Martín Zabalúa y Margarita Solá en el radioteatro El misterio de las tres Marías.
Perteneció a la camada de buenas cancionistas de las primeras décadas del siglo XX y que hicieron del género del tango una interpretación también hechas por mujeres como Amanda Ledesma, las hermanas Adhelma Falcón y Ada Falcón, Tita Vidal, Carmen del Moral, Fanny Loy, Tita Merello y Libertad Lamarque, entre otras.
Falleció el 18 de diciembre de 1974 en Capital Federal, provincia de Buenos Aires tras una larga enfermedad.

## Teatro
- 1932: La muchachada del centro, con Tita Merello, Elsa O'Connor, Sara Prósperi, Tito Lusiardo, Francisco Álvarez, Héctor Calcagno, Eduardo Sandrini, Juan Sarcione, Domingo Conte y Abelardo Farías. Dirección de Francisco Canaro e Ivo Pelay. Estrenada en el Teatro Nacional.[3]
- 1926: Bataclanas.
- 1929: Esta noche me emborracho, con la Compañía de Arturo De Bassi.
- 1929: Lulú, comedia musical francesa de Serge Veber, Georges van Parys y Philippe Parès, con la Gran Compañía de Comedias Musicales y Piezas de Gran Espectáculo, dirigida por Ivo Pelay, junto con Laura Pinillos, Vicente Climent, Pedro Quartucci, Victoria Pinillos, Ida Delmas, Felisa Bonorino, entre otros.[4]
- 1929: Yes, comedia musical de Soulaine y Pujol, con música de Maurice Yvain.
- 1930: Nené.
- 1930: Cuando son tres..., versión de Ivo Pelay y Luis César Amadori. Junto a Laura Pinillos, Abelardo Farías y Zoraida Corbani. En el Teatro Maipo.[5]
- 1932: La música del riachuelo.
- 1932: La historia del Tango.

## Temas interpretados
- El jardín del amor
- Rosa de amor
- Esta noche me emborracho
- La rosa reseca
- Araca corazón